# Apa 大人の遊び方
『Apa ヒロミの大人の遊び方』（ひろみのおとなのあそびかた）とは、1996年10月8日（7日深夜）から1997年9月30日（29日深夜）までにフジテレビ系列で深夜に放送されていたバラエティ番組である。

## 出演者
- ヒロミ
- 小島嵩弘

## 内容（代表的なもの）
- ヒロミが、小島らとバンド『大工』を結成。自作曲を披露し、ライブハウスON AIR WEST（現O-WEST）でライブを行ったりした。
- ヒロミが自分の趣味や興味があるモノを伝える、いわば大人の遊び方の魅力を伝える番組である。
- 第一回で大橋巨泉をゲストに迎え対談したが、「お前がやっている事は、オレが『11PM』で全部やった」と言われさすがに太刀打ち出来なかった。
- ボートの回で椎名桔平をゲストに迎える。以前からの親友だった為、椎名を本名の「岩城」と呼ぶなどまるでプライベートのようであった。

## 放送時間
いずれもフジテレビの時間帯とする（出典：）。
| 放送期間   | 放送期間   | 放送時間（日本時間）               | 備考     |
| ---------- | ---------- | ---------------------------------- | -------- |
| 1996.10.08 | 1997.04.01 | 火曜 0:20 - 0:50（30分、月曜深夜） | [ 注 1 ] |
| 1997.04.08 | 1997.09.30 | 火曜 0:30 - 1:00（30分、月曜深夜） |          |

## ネット局
- フジテレビ（キーステーション）
- テレビ静岡
- 石川テレビ
- テレビ新広島
- 鹿児島テレビ